# Stany Prowincjonalne Holandii

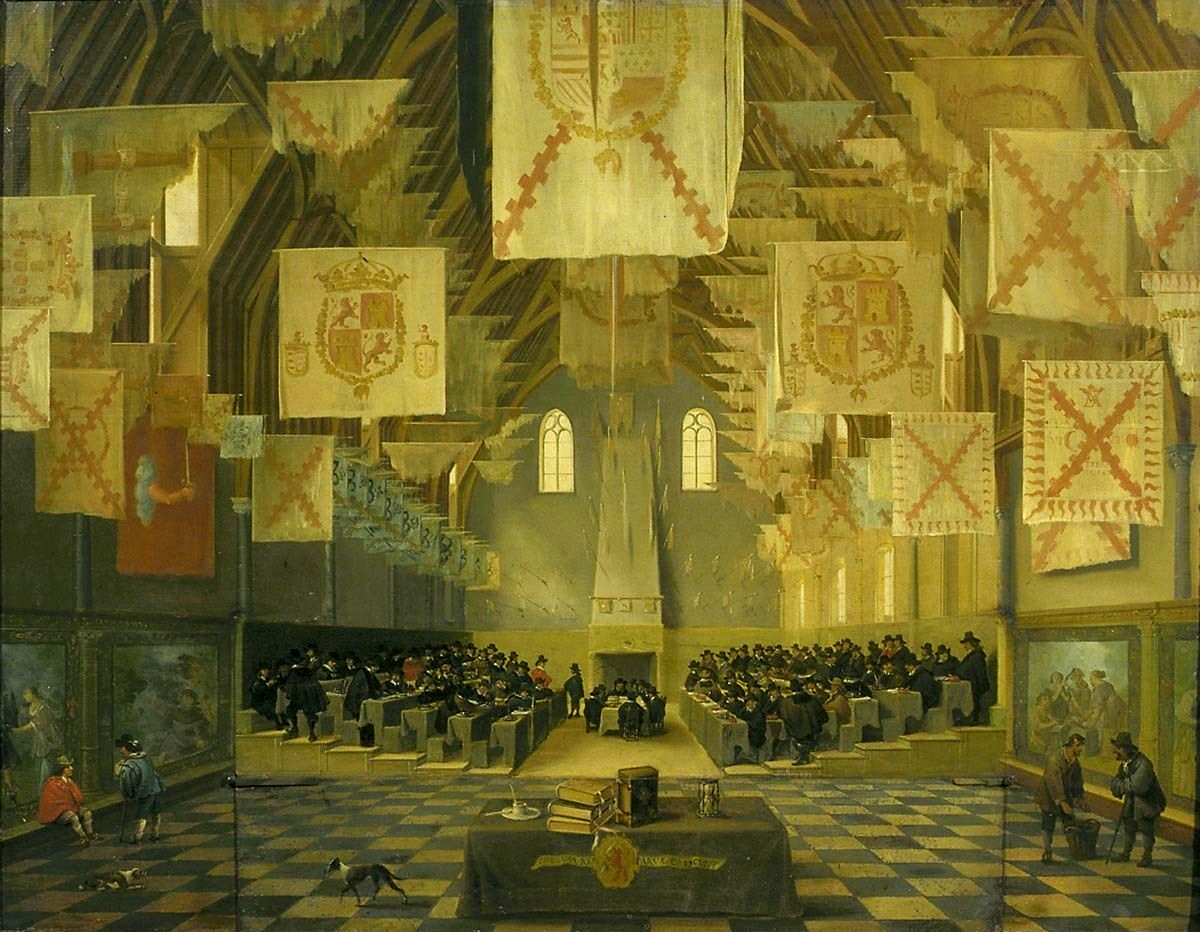
Wnętrze Wielkiej Sali na Binnenhof w Hadze, podczas Wielkiego Zgromadzenia Stanów Generalnych w 1651 roku

Stany Prowincjonalne Holandii i Zachodniej Fryzji (niderlandzki: Staten van Holland en Westfriesland) były organem reprezentującym interesy trzech stanów: (standen): szlachty, kleru i mieszczan (gminu). Gdy została utworzona Republika Zjednoczonych Prowincji, nie było już księcia panującego, a jedynie namiestnik (stadhouder) Niderlandów, który mógł być także jednocześnie stadhouderem kilku lub wszystkich z 7 prowincji niderlandzkich. Stadhouder zazwyczaj uczestniczył w holenderskich stanach prowincjonalnych, ponieważ prowincja Holandia miała dominującą pozycję w Republice. 
Szlachcie zazwyczaj przewodził landsadvocaat, po 1619 roku urząd ten zwał się wielki pensjonariusz Holandii (tak jak pensjonariusze w innych prowincjach). Pensjonariusz wraz ze swymi ludźmi rozporządzał 10 głosami (głosy "rycerstwa" – ridderschap), przedstawiciele miast, czyli gmin, rozporządzali razem 18 głosami.
Decyzje podejmowano większością głosów.